# 酸化イットリウム(III)
酸化イットリウム（さんかイットリウム、英: yttrium oxide）は空気中で安定なイットリウムの酸化物で、その組成式は Y2O3 である。白色の固体で、無機化学や物質科学において出発物質としてよく使われる。
天然にはイットリアアイト（Yttriaite）という希産鉱物として産出する。日本では未発見のため和名は未定だが、 酸化イットリウムの英語名「イットリア（yttria）」に因んで名付けられたことを考えると、イットリア石 （Yttrialite）という別種との混同を避けるためにも「酸化イットリウム石」という名称が適切ではないかと思われる。

## 用途

### 物質科学
イットリウム化合物の最も重要な用途は、YVO4 ユウロピウムや Y2O3 ユウロピウム蛍光体であり、これはブラウン管テレビの赤色を作るのに使われる。酸化イットリウム(III)はイットリウム・鉄・ガーネットを作るのにも使われ、これはマイクロ波フィルタとして役に立つ。
{\displaystyle {\ce {Y2O3}}} は 1-2-3 として知られる高温超伝導体 {\displaystyle {\ce {YBa2Cu3O7}}} を作るのに使われ、金属の組成は次に示される。
{\displaystyle {\ce {2 {Y2O3}+ {8BaO}+ {12CuO}+ {O2}-> {4YBa2Cu3O7}}}}
この合成は800 ℃で起こりやすい。
酸化イットリウム(III)の熱伝導率は27 W/(m・K)である。

### 無機合成
酸化イットリウム(III)は無機化合物合成の出発物質として重要である。例えば、これを濃塩酸と塩化アンモニウムのもとで反応させると YCl3 になる。この化合物は有機金属化学で重要である。

### レーザー
Y2O3 セラミックスは将来性のある固体レーザー物質である。特に、イッテルビウムがドープされているレーザーでは無変調連続波やパルス状領域の効率的な操作を可能にする。